# Чаава, Фома Сельмакович
Фома Сельмакович Чаава (1901, село Квемо-Баргеби, Сухумский округ, Кутаисская губерния, Российская империя — неизвестно, село Квемо-Баргеби, Гальский район, Абхазская АССР, Грузинская ССР) — бригадир колхоза «Сабчота чай» («Советский чай») Гальского района, Абхазская АССР, Грузинская ССР. Герой Социалистического Труда (1948).

## Биография
Родился в 1901 году в крестьянской семье в селе Квемо-Баргеби Сухумского округа. После окончания местной начальной школы трудился в личном хозяйстве. Во время коллективизации вступил в колхоз «Сабчота чай» Гальского района. В послевоенное время — бригадир полеводческой бригады в этом же колхозе.
В 1947 году бригада под его руководством собрала в среднем с каждого гектара по 76,5 центнера кукурузы с площади 6 гектаров. Указом Президиума Верховного Совета СССР от 21 февраля 1948 года удостоен звания Героя Социалистического Труда за «получение высоких урожаев кукурузы и табака в 1947 году» с вручением ордена Ленина и золотой медали «Серп и Молот» (№ 756).
Этим же указом званием Героя Социалистического Труда были награждены труженики колхоза «Сабчота чай» звеньевые Авксентий Гусаревич Цобехия и Годжоро Кузуевич Чаправа.
После выхода на пенсию проживал в родном селе Квемо-Баргеби (сегодня — Нижний Баргяп) Гальского района. Дата смерти не установлена.